# Tashkent Open 2015
Il  Tashkent Open 2015 è stato un torneo di tennis giocato all'aperto sul cemento. Questa è stata la 17ª edizione dell'evento e fa parte della categoria International del WTA Tour 2015. Il Tashkent Open si è giocato dal 28 settembre al 3 ottobre 2015 al Tashkent Tennis Center di Tashkent in Uzbekistan.

## Partecipanti

### Teste di serie
| Nazionalità | Giocatrice          | Ranking* | Testa di serie |
| ----------- | ------------------- | -------- | -------------- |
| Germania    | Annika Beck         | 43       | 1              |
| Germania    | Carina Witthöft     | 55       | 2              |
| Slovenia    | Polona Hercog       | 60       | 3              |
| Svezia      | Johanna Larsson     | 61       | 4              |
| Rep. Ceca   | Kateřina Siniaková  | 69       | 5              |
| Russia      | Margarita Gasparjan | 70       | 6              |
| Lettonia    | Jeļena Ostapenko    | 77       | 7              |
| Romania     | Andreea Mitu        | 84       | 8              |

* Ranking al 21 settembre 2015.

### Altre partecipanti
Giocatrici che hanno ricevuto una Wild card:
- Nigina Abduraimova
- Sabina Sharipova
- Anhelina Kalinina

Giocatrici passate dalle qualificazioni:

- Paula Kania
- Anett Kontaveit
- Kateryna Kozlova
- Stefanie Vögele

La seguente giocatrice è entrata come lucky loser:
- Petra Martić

## Campionesse

### Singolare
Nao Hibino ha sconfitto in finale  Donna Vekić con il punteggio di 6–2, 6–2.
- È il primo titolo in carriera per la Hibino.

### Doppio
Margarita Gasparjan /   Aleksandra Panova hanno sconfitto in finale  Vera Dushevina /  Kateřina Siniaková con il punteggio di 6–1, 3–6, [10–3].